# Municipio de Rock Creek (condado de Wabaunsee)
El municipio de Rock Creek (en inglés: Rock Creek Township) es un municipio ubicado en el condado de Wabaunsee en el estado estadounidense de Kansas. En el año 2010 tenía una población de 53 habitantes y una densidad poblacional de 0,31 personas por km².

## Geografía
El municipio de Rock Creek se encuentra ubicado en las coordenadas 38°46′54″N 96°17′20″O / 38.78167, -96.28889. Según la Oficina del Censo de los Estados Unidos, el municipio tiene una superficie total de 170.6 km², de la cual 169,97 km² corresponden a tierra firme y (0,37 %) 0,63 km² es agua.

## Demografía
Según el censo de 2010, había 53 personas residiendo en el municipio de Rock Creek. La densidad de población era de 0,31 hab./km². De los 53 habitantes, el municipio de Rock Creek estaba compuesto por el 92,45 % blancos, el 7,55 % eran de otras razas. Del total de la población el 7,55 % eran hispanos o latinos de cualquier raza.